# Roselle (Grosseto)
Roselle (o Bagno Roselle) è una frazione del comune italiano di Grosseto, in Toscana.

## Geografia fisica
Situata a circa 3,5 km a nord-est del centro cittadino, la frazione si presenta come un moderno centro abitato, che si è sviluppato principalmente negli ultimi due secoli a valle dell'omonima città etrusca, romana e medievale, il cui abbandono fu graduale e parallelo all'emergere del nuovo centro di Grosseto, che ereditò la sede vescovile rosellana nel 1138. Alle spalle del sobborgo si erge il Poggio di Moscona, dove è situato un gran numero di cave di pietra. Attualmente la frazione è in via di conurbazione con il capoluogo.

## Storia
La storia della frazione di Roselle risale al periodo villanoviano, per poi divenire sede di un'antica lucumonia etrusca (città-stato amministrata da un re) dell'Etruria centrale, il cui nome etrusco era Rusel, prendendo il posto egemonico della vicina Vetulonia. Il periodo di fondazione si fa risalire al VII secolo a.C.. Fiorente città che governava un vasto territorio che andava dal mare al Monte Amiata, combatté nella guerra contro Tarquinio Prisco insieme agli altri popoli latini, finendo poi conquistata dai romani nel 294 a.C. e diventando municipio romano con il nome di Rusellae. Nel 205 a.C. contribuì alla fornitura di grano e legna per la flotta di Scipione l'Africano durante la seconda guerra punica. Sotto l'impero divenne colonia e conobbe un periodo di grande splendore con la costruzione del foro, della basilica, anfiteatro e terme. Nel IV secolo fu eretta a sede vescovile.
La decadenza di Rusellae iniziò nel VI secolo, invasa dalle popolazioni barbare e flagellata dalla malaria che da quel momento avrebbe reso la Maremma una terra povera e poco abitata. Pur continuando ad essere sede vescovile, Roselle risultava pressoché disabitata, mentre a valle lungo il fiume Ombrone andava a formarsi la comunità di Grossetum che cresceva sempre più di numero. Papa Innocenzo II, che aveva trascorso del tempo in Maremma tra il 1133 e il 1137, decise di trasferire a Grosseto la sede vescovile, dando alla comunità il titolo di civitas. Il 9 aprile 1138, con la bolla Sacrosancta Romana Ecclesia, papa Innocenzo II decretò la nascita della diocesi di Grosseto e di conseguenza il declino totale di Roselle.
Roselle rimase abbandonata per secoli e ciò che restava dell'antica città fiorente finì sepolto e dimenticato. Tra la fine del XVIII e gli inizi del XIX secolo, con l'innalzamento di Grosseto a capitale provinciale e l'avvio delle bonifiche sotto Leopoldo II di Lorena, l'area di Roselle tornò ad essere abitata e si formò un villaggio a valle del sito antico, nel punto dove sorgeva la chiesetta di San Lorenzo, piccolo edificio di culto a servizio dei viandanti lungo la strada tra Siena e Grosseto, e dove si trovava una sorgente termale, prendendo il nome di Bagni di Roselle. Nel 1824 Leopoldo II inaugurò le terme, per l'appunto definite leopoldine. Nel 1938 fu realizzata una grande chiesa parrocchiale e Roselle tornò ad essere un centro abitato popoloso a tutti gli effetti e fu eretta a frazione. Tra gli anni cinquanta e sessanta del Novecento, infine, la città antica è stata scavata e trasformata in un parco archeologico, facendo di Roselle una località turistica di richiamo del territorio. Con i suoi 3 000 abitanti circa, la frazione risulta la più popolosa del comune di Grosseto.

## Monumenti e luoghi d'interesse

### Architetture religiose

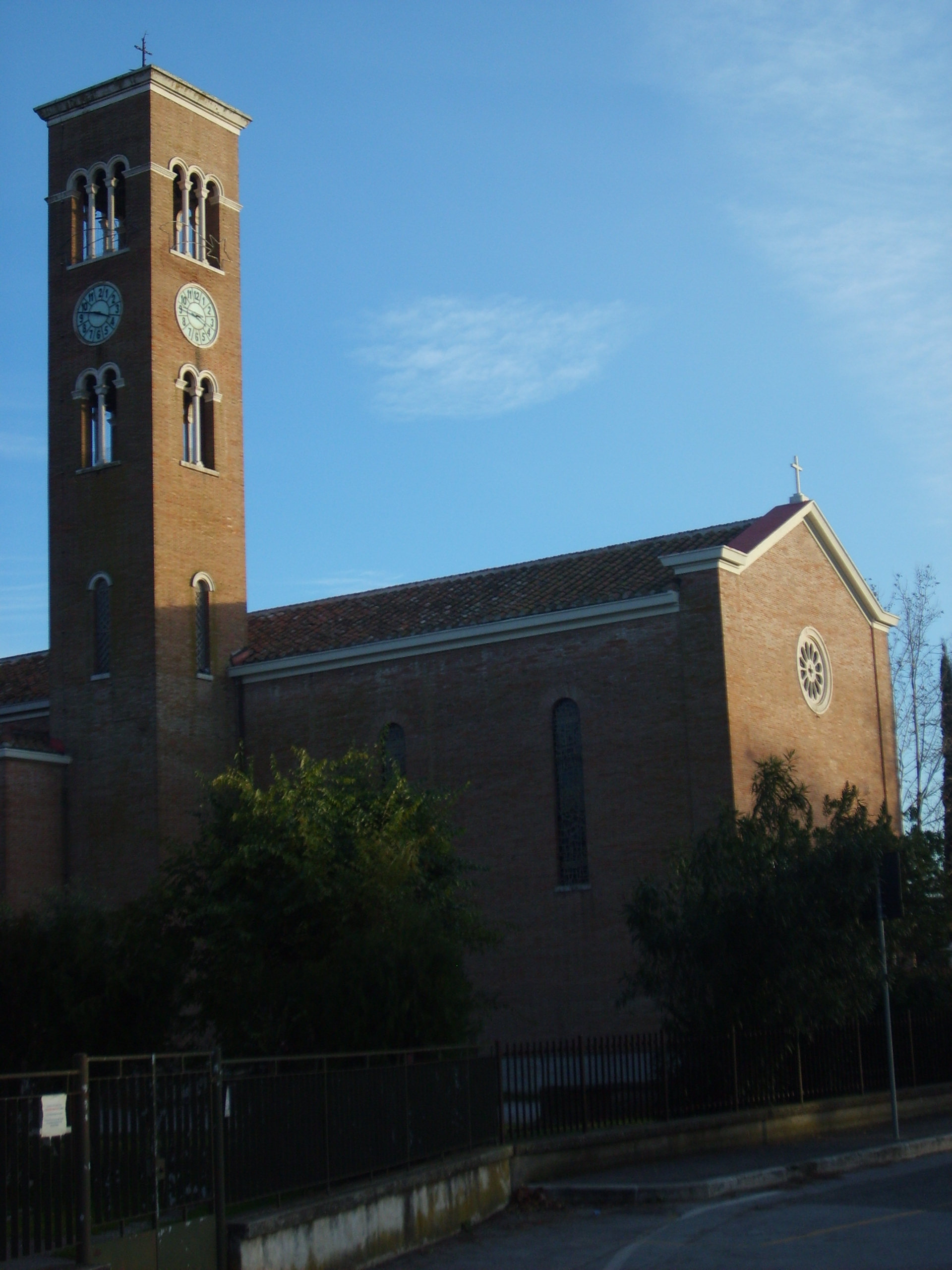
La chiesa dell'Immacolata Concezione

- Chiesa dell'Immacolata Concezione, chiesa parrocchiale della frazione.
- Chiesa di San Lorenzo al Bagno, sconsacrata e trasformata.
- Chiesa di Sant'Antonio Abate, presso la località rurale di Vallerotana.
- Chiesa di Santa Lucia, chiesa soppressa di epoca medievale che si trovava nell'area presso l'antica cattedrale.
- Chiesa di San Bartolomeo a Montecurliano, chiesa soppressa di epoca medievale che si trovava nell'area collinare tra l'antica Roselle e il Poggio di Moscona.

### Architetture civili e militari
- Terme di Roselle, stazione termale risalente al 1824 all'epoca romana. L'alluvione del 1966 deviò il corso della sorgente e da allora non sono più funzionanti. Al momento ci sono solamente diversi progetti avviati dal comune di Grosseto per ristrutturarla.
- Tino di Moscona, caratteristica fortificazione di epoca medievale, situata sulla vetta dell'omonimo poggio che domina l'intero abitato di Roselle. Singolare nel suo genere in Maremma, è la sua forma circolare.
- Villa Passerini, costruita tra il 1838 e il 1865 dagli ingegneri Filippo e Pietro Passerini, sorge sul luogo di un edificio romano del II secolo d.C., che ha restituito vari reperti archeologici; una colonna romana qui rinvenuta è stata posizionata di fianco al duomo di Grosseto.[4]

### Siti archeologici

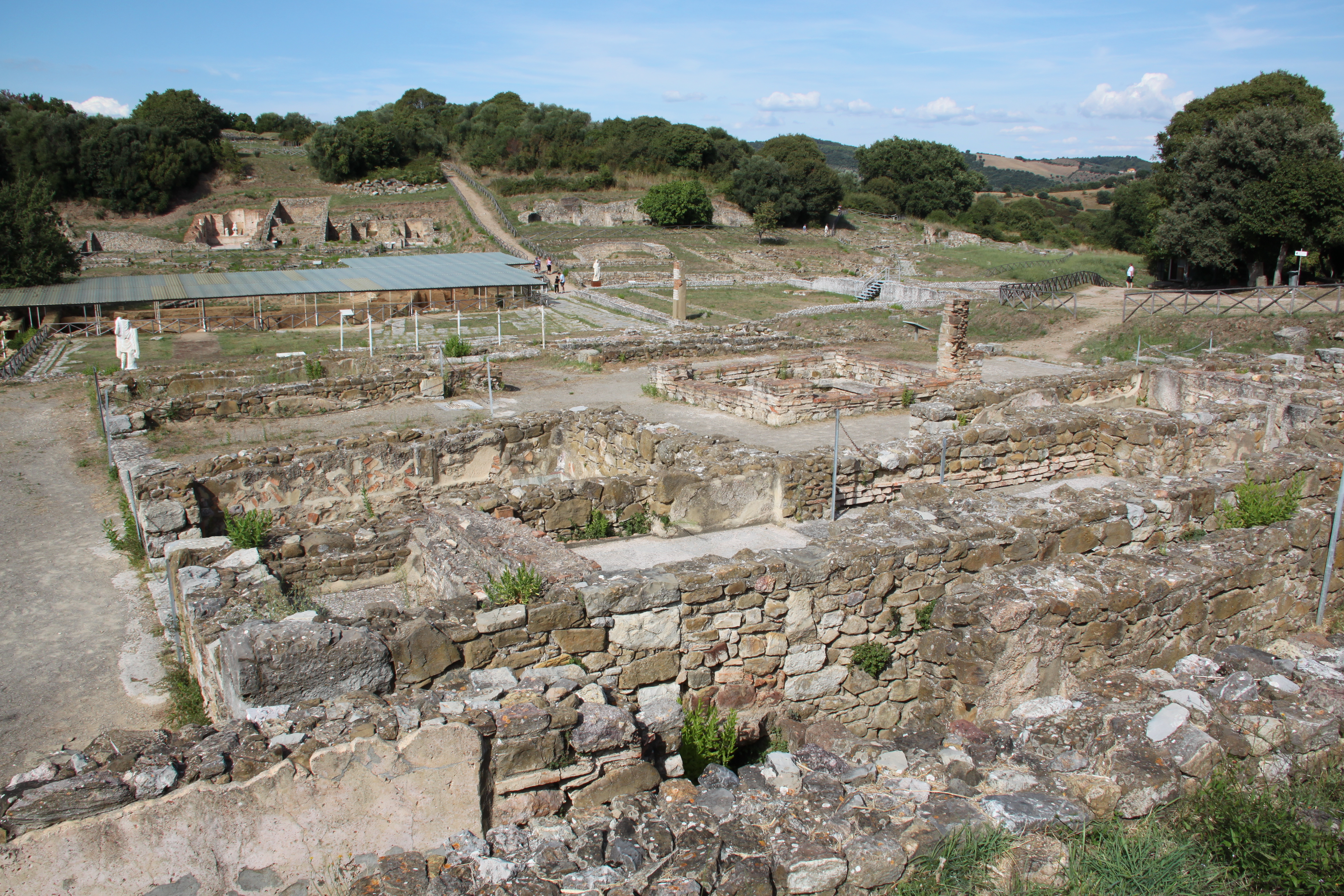
Area urbana della ex città di Roselle

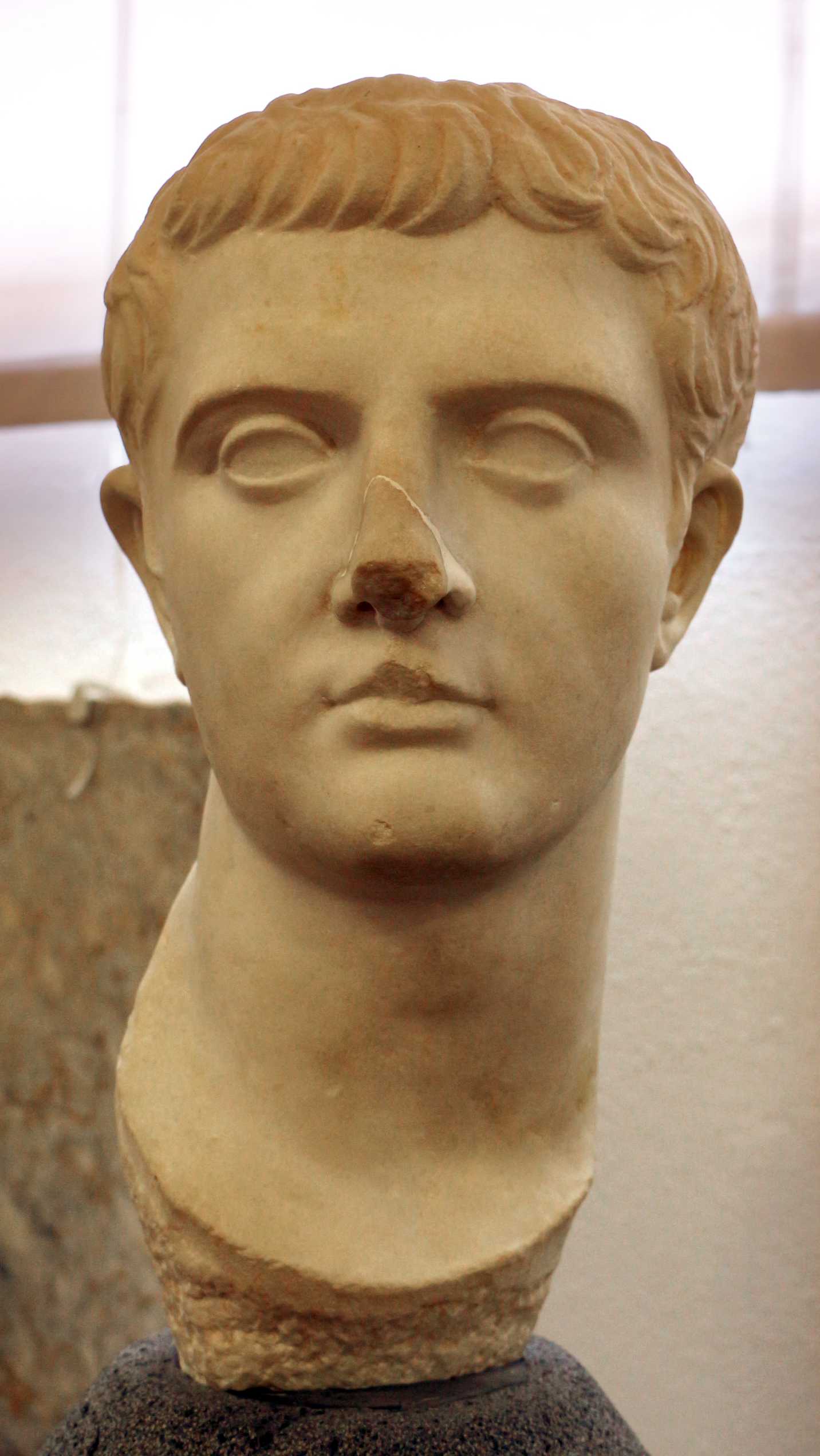
Druso maggiore, Museo archeologico e d'arte della Maremma, Grosseto

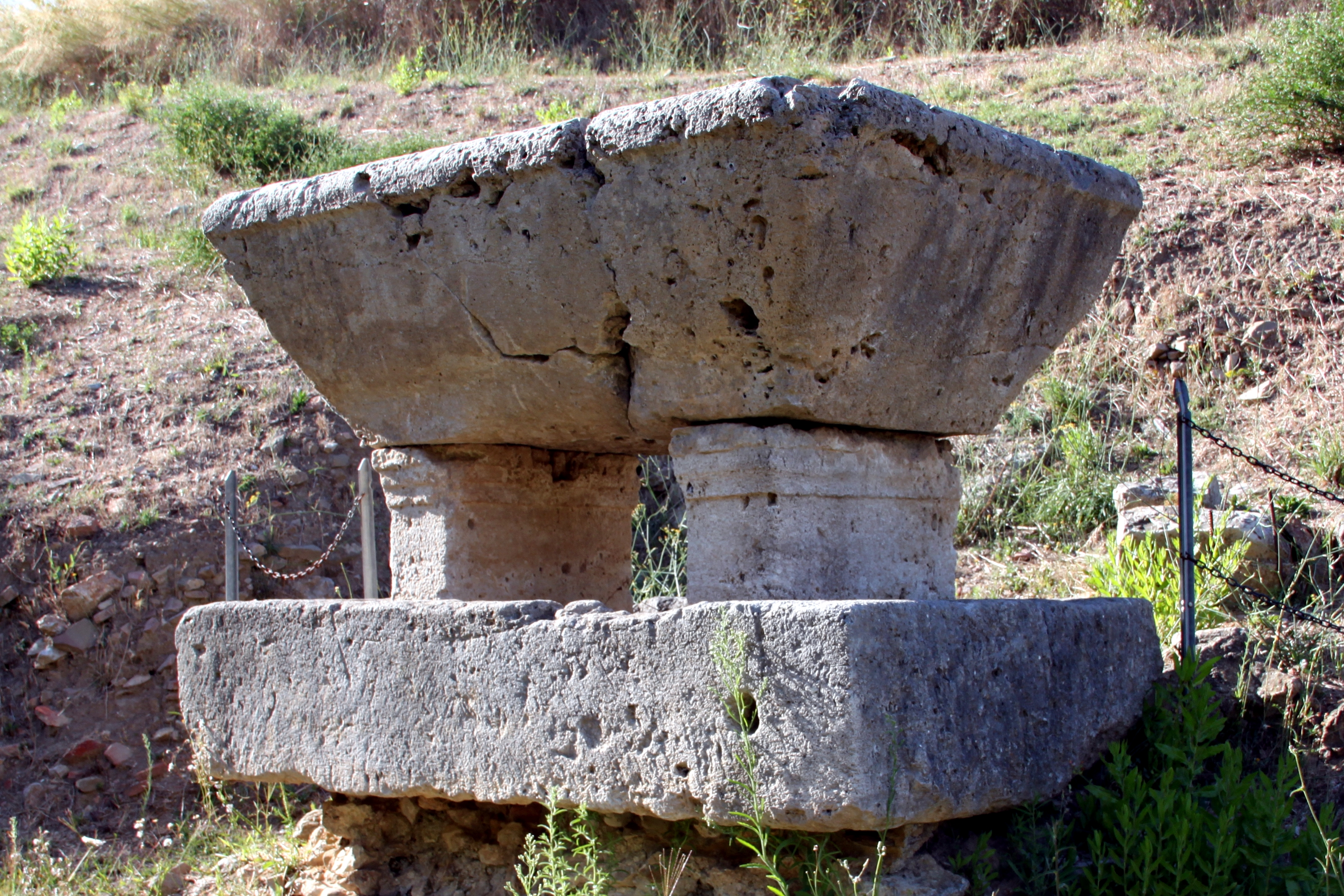
Bacino sulla strada che porta all'antica città

Il sito archeologico di Roselle racchiude i resti dell'antica Roselle, dalla sua fondazione in epoca etrusca, al suo splendore di città romana, fino alla sua travagliata storia altomedievale, culminata col definitivo abbandono dell'insediamento a vantaggio della città di Grosseto, dove venne anche trasferita la sede vescovile.
- Mura di Roselle, cinta muraria che racchiude parte dell'antica civitas, realizzata in più fasi durante il periodo etrusco-romano.
- Pieve di Santa Maria a Civita, antica basilica paleocristiana di Roselle.
- Chiesa di San Silvestro, chiesa altomedievale costruita sul preesistente tempietto degli Augustales di culto pagano.
- Domus dei Mosaici, villa romana caratterizzata dalla presenza di mosaici.
- Anfiteatro romano, risalente al I secolo d.C. e di forma ellittica.
- Necropoli di Roselle, organizzata in terrazze, si sviluppa poco fuori dal parco archeologico.
- Pieve di Santa Maria, antica cattedrale di Roselle che conserva i resti archeologici accanto a quelli della residenza vescovile alla sommità di Poggio Mosconcino.

## Società

### Evoluzione demografica
Quella che segue è l'evoluzione demografica della frazione di Roselle.
| Anno | Abitanti       | Abitanti |
| Anno | Centro abitato | Frazione |
| ---- | -------------- | -------- |
| 1961 | 408            | 1 786    |
| 1981 | 689            | -        |
| 1991 | 1 078          | -        |
| 2001 | 1 400          | -        |
| 2011 | 1 869          | -        |

## Cultura

### Musei
- Osservatorio astronomico comunale di Grosseto: situato in località Casette di Mota, si tratta di uno degli osservatori astronomici più attrezzati in Toscana, rimasto inutilizzato per diversi anni, è stato riaperto e modernizzato nel 2009.

### Teatri
- Anfiteatro romano di Roselle, utilizzato in estate per ospitare rappresentazioni storiche e teatrali, soprattutto legate al teatro greco-romano.
- Parco di Pietra, conosciuto anche come La Cava, è un teatro all'aperto realizzato in una vecchia cava di pietra sulle prime propaggini di Poggio Moscona. Ogni estate vi viene organizzato il Cava Music Festival, rassegna di concerti e spettacoli con ospiti di richiamo nazionale e internazionale.

## Geografia antropica

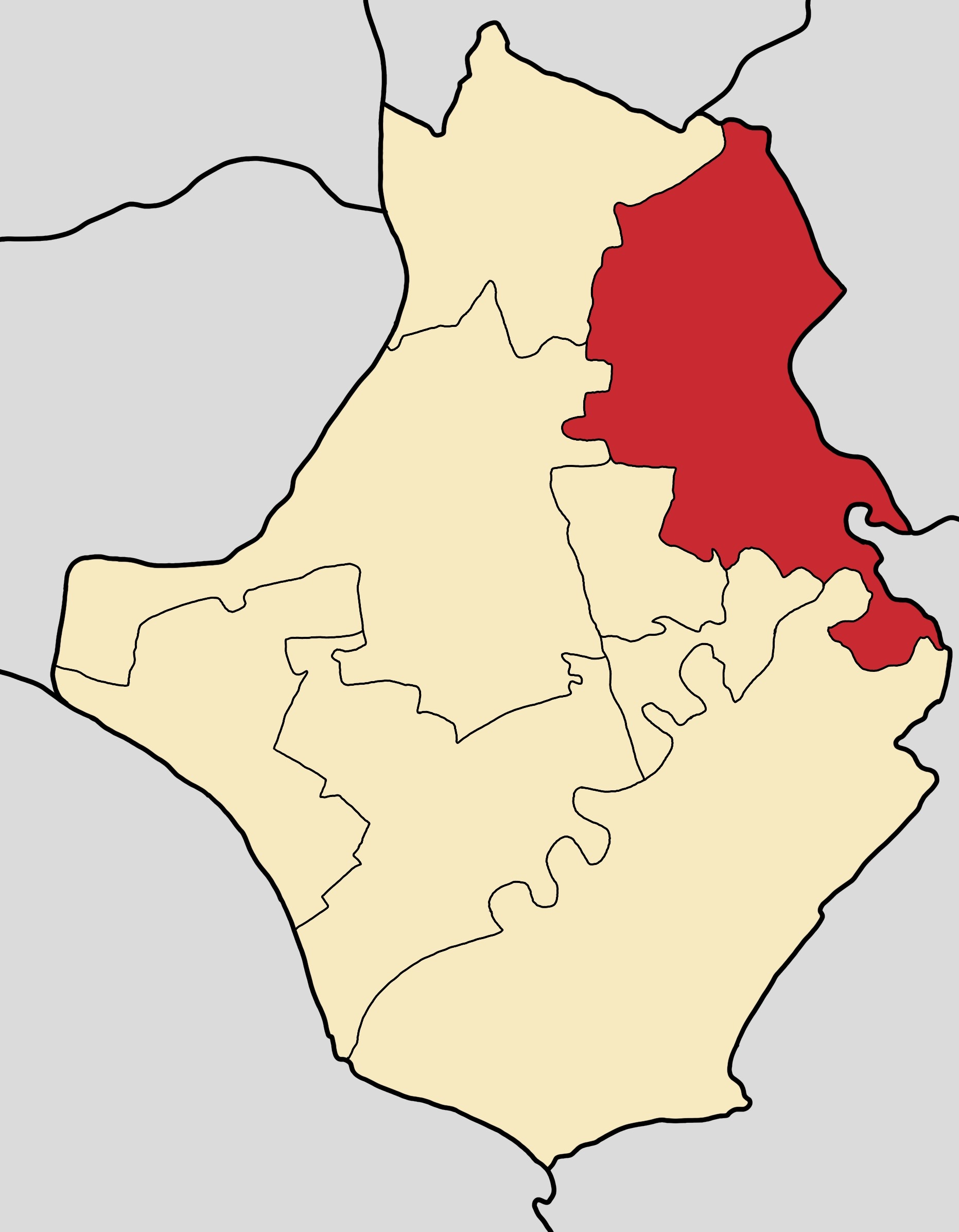
La circoscrizione di Istia-Batignano-Roselle nella città di Grosseto

Roselle è stata sede fino al 2011 della circoscrizione 8 del comune di Grosseto, che comprendeva anche le frazioni di Istia d'Ombrone e Batignano.
La frazione è divisa fondamentalmente in due parti, gli Scavi di Roselle, parte antica della città situata sopra un poggio, e Bagni di Roselle o Bagno Roselle, parte moderna situata a valle. Le due zone sono collegate tra loro tramite la via Batignanese che, se proseguita, conduce a Batignano. Inoltre, è possibile dividere la parte moderna in più zone, come ad esempio il centro vero e proprio, dove si trovano la chiesa e il centro civico, Canonica, a nord del centro a metà strada per gli scavi dove si trovano i resti della pieve di Santa Maria, Poggio, a sud del centro verso Grosseto, quartiere residenziale realizzato negli anni novanta, e le località rurali di Casette di Mota e I Laghi.

## Infrastrutture e trasporti
La frazione è situata in un punto stradale nodale, in quanto termine sud della E78 Grosseto-Fano e S.S. Grosseto-Siena, con gli svincoli Roselle-Nomadelfia e Grosseto Roselle, e possibilità di innesto sulla S.S. 1 Aurelia in direzione Grosseto nord-Livorno e Grosseto sud-Roma, servita dallo svincolo Grosseto centro-Roselle. Nella frazione si intersecano inoltre la strada provinciale Aiali in direzione Rugginosa, la strada provinciale Laghi in direzione di Istia d'Ombrone e la strada provinciale dello Sbirro in direzione Braccagni.

## Sport
La squadra di calcio della frazione era l'A.C. Roselle, fondata nel 2011. Nei pressi del centro è stato recentemente edificato dall'US Grosseto 1912 un centro sportivo, proprio sull'edificio mai terminato delle terme rosellane, ormai abbattuto.